# Distrito de Takamaka
El distrito de Takamaka se encuentra en la isla de Mahé, Seychelles. Es uno de los veinticinco distritos administrativos de la república de Seychelles. Está situado en la parte meridional de la isla. (Otros 3 distritos cubren las dos otras islas principales de la nación, Grand Anse y Baie Sainte Anne en la isla de Praslin y del distrito interno de las islas que abarcan la tercera isla más grande, La Digue). La población estimada es de aproximadamente 3100 habitantes.
La actividad económica se agrupa alrededor de la agricultura y de la pesca tradicional local. El sector servicios está muy relacionado con el turismo, contando con cuatro hoteles pequeños (hotel de Allamanda, Anse Forbans Chalets, Chez Batista y Xanadu). El hotel más grande es el Bayan Tree Resort, en Anse Intendance.
La mayor parte de la población está empleada en el comercio y el turismo.
Como en el resto de distritos, hay una escuela primaria, un centro de salud, una comisaría de policía y una oficina de administración, todos ellos agrupados alrededor de la iglesia católica local de Santa María Magdalena.
Talamaka está situado a unos 50 minutos en autobús de la capital, la ciudad de Victoria (a unos 25 kilómetros de distancia). El servicio público regular de autobús funciona diariamente entre las 05.30 a 20.00 horas.
Su clima, al igual que el de toda la isla donde se sitúa este distrito, es cálido y lluvioso con una vegetación exuberante.